# Evangelhos judaico-cristãos
Os evangelhos judaico-cristãos eram evangelhos de caráter cristão judaico, citados por Clemente de Alexandria, Orígenes, Eusébio, Epifânio, Jerônimo e provavelmente Dídimo, o Cego. A maioria dos estudiosos modernos concluiu que havia um evangelho em aramaico/hebraico e pelo menos dois em grego, embora uma minoria argumentasse que havia apenas dois, aramaico/hebraico e grego.

## Visão geral
Os evangelhos judaico-cristãos são conhecidos através de citações nas obras dos primeiros pais da Igreja, Clemente de Alexandria, Orígenes, Eusébio, Epifânio, Jerônimo e provavelmente Dídimo, o Cego. Todos assumiram que existia apenas um evangelho cristão judeu, embora em várias versões e idiomas, que eles atribuíam a seitas conhecidas como os ebionitas e os nazarenos. A maioria dos estudiosos críticos rejeitou essa visão e identificou pelo menos dois e possivelmente três evangelhos judeus-cristãos separados. A coleção padrão dos evangelhos judaico-cristãos é encontrada nos Apócrifos do Novo Testamento de Wilhelm Schneemelcher; o qual, seguindo Hans Waitz, agrupa os ditos existentes em três evangelhos perdidos:
- Evangelho dos Ebionitas, consistindo em sete citações de Epifânio. Fragmentos GE-1 a GE-7.[4]
- Evangelho dos Hebreus, consistindo em sete versículos numerados de GH-1 a GH-7 [5]
- Evangelho dos Nazarenos, composto por citações e notas marginais de Jerome e outros. Fragmentos GN-1 a GN-36. [6]

### O Evangelho dos Ebionitas
O evangelho dos ebionitas é o nome dado pelos estudiosos modernos a um evangelho perdido que se acredita estar por trás de fragmentos citados por Epifânio (310-403) em seu Panarion. Epifânio cita um fragmento que afirma que o evangelho é narrado pelos doze apóstolos. Este evangelho teria sido composto em grego com base O evangelho começa com o batismo de Jesus (presumivelmente porque os ebionitas negavam o nascimento virginal) e incluiu uma narrativa da Última Ceia. Pensa-se que tenha sido uma harmonia do evangelho baseada nos Evangelhos Sinópticos compostos em grego na primeira metade do século II, e possivelmente se originou na região da Transjordânia (a onde viviam os ebionitas). É possível que seja o mesmo que o Evangelho perdido dos Doze, ou Evangelho dos Apóstolos, referido por Orígenes e Jerônimo, respectivamente.

### O Evangelho dos Hebreus
O Evangelho dos Hebreus apresentou tradições da preexistência de Cristo, vindo ao mundo, batismo e tentação, com algumas de suas palavras. Provavelmente foi composta em grego na primeira metade do século II e usada entre judeus-cristãos de língua grega no Egito. É conhecido por fragmentos preservados principalmente por Clemente, Orígenes e Jerônimo, e mostra uma grande consideração por Tiago, o justo e chefe da igreja cristã judaica em Jerusalém.

### O Evangelho dos Nazarenos
O Evangelho dos Nazarenos (um nome acadêmico moderno) foi deduzido das referências em Jerônimo e Orígenes. Parece ter muito em comum com o evangelho canônico de Mateus, e teria sido escrito em aramaico palestino na primeira metade do século II para ser usado pelos nazarenos no bairro de Bereia, perto de Alepo, na Síria.

## História dos estudos dos evangelho judaico-cristão
As fontes para os evangelhos judaico-cristãos são os pais da igreja primitiva do final do século II ao início do século V - Clemente de Alexandria, Orígenes, Eusébio, Dídimo, o Cego, Epifânio e Jerônimo. Nem todos eles estavam cientes de que havia diferentes comunidades cristãs judaicas com diferentes teologias, ou que algumas delas (ou pelo menos uma) falasse aramaico, enquanto outras sabiam apenas grego; como resultado, frequentemente confundiam um evangelho com outro, e todos com uma suposta versão hebraica do evangelho de Mateus.
Essa confusão criou incerteza para os estudiosos modernos. Há um consenso de que os fragmentos não podem ser rastreados até uma versão hebraica/aramaica ou uma revisão do evangelho de Mateus, pois a maioria deles não tem paralelo nos evangelhos canônicos. Há boas razões para pensar que deve haver pelo menos dois evangelhos judaico-cristãos, uma vez que existem dois relatos diferentes do batismo e boas evidências de que alguns fragmentos estavam originalmente em aramaico e outros em grego. A maioria dos estudiosos modernos concluiu que havia um evangelho judaico-cristão em aramaico/hebraico e pelo menos outro em grego. Alguns argumentaram que o número total era três (Bauer, Vielhauer e Strecker, Klijn), outros que havia apenas dois (Schlarb e Luhrmann).